# Communauté de communes des Collines du Perche
Die Communauté de communes des Collines du Perche ist ein französischer Gemeindeverband mit der Rechtsform einer Communauté de communes im Département Loir-et-Cher in der Region Centre-Val de Loire. Sie wurde am 28. Dezember 1993 gegründet und umfasst 12 Gemeinden. Der Verwaltungssitz befindet sich im Ort Mondoubleau.

## Historische Entwicklung
Zum 1. Januar 2018 wurde Couëtron-au-Perche als Commune nouvelle aus den bis dahin eigenständigen Gemeinden Arville, Oigny, Saint-Agil, Saint-Avit und Souday gebildet. Dadurch reduzierte sich die Anzahl der Mitgliedsgemeinden von 16 auf 12.

## Mitgliedsgemeinden
| Gemeinde                                      | Einwohner 1. Januar 2022 | Fläche km² | Dichte Einw./km² | Code INSEE | Postleitzahl |
| --------------------------------------------- | ------------------------ | ---------- | ---------------- | ---------- | ------------ |
| Baillou                                       | 205                      | 19,85      | 10               | 41012      | 41170        |
| Beauchêne                                     | 165                      | 10,08      | 16               | 41014      | 41170        |
| Boursay                                       | 179                      | 22,08      | 8                | 41024      | 41270        |
| Choue                                         | 515                      | 37,39      | 14               | 41053      | 41170        |
| Cormenon                                      | 690                      | 5,76       | 120              | 41060      | 41170        |
| Couëtron-au-Perche                            | 1.045                    | 86,47      | 12               | 41248      | 41170        |
| Le Gault-du-Perche                            | 319                      | 28,20      | 11               | 41096      | 41270        |
| Le Plessis-Dorin                              | 149                      | 14,19      | 11               | 41177      | 41170        |
| Le Temple                                     | 173                      | 13,32      | 13               | 41254      | 41170        |
| Mondoubleau                                   | 1.306                    | 4,84       | 270              | 41143      | 41170        |
| Saint-Marc-du-Cor                             | 183                      | 13,09      | 14               | 41224      | 41170        |
| Sargé-sur-Braye                               | 956                      | 42,61      | 22               | 41235      | 41170        |
| Communauté de communes des Collines du Perche | 5.885                    | 297,88     | 20               | –          | –            |